# The Television
The Television (jap. ザテレビジョン Zaterebijon, pol. dosł. Telewizor) – japoński magazyn telewizyjny wydawany przez Kadokawa. Tygodnik The Television, wydawany był w każdą środę (zaprzestał publikacji w marcu 2023), miesięcznik Monthly The Television oraz Gekkan Otona The Television, specjalistyczny magazyn o telewizji naziemnej, BS i CS, wydawany jest 24. dnia każdego miesiąca. Tygodnik był znany z okładki przedstawiającej celebrytę trzymającego cytrynę (po zaprzestaniu publikacji magazyn stał się miesięcznikiem).
Od czerwca 1994 roku magazyn wręcza nagrody Drama Academy Awards, nagrody dla dram telewizyjnych.